# Andavías
Andavías település Spanyolországban,  Zamora tartományban. Andavías Zamora, Palacios del Pan, Montamarta és La Hiniesta községekkel határos. Lakosainak száma 420 fő (2024).

## Népesség
A település lakosságának változását az alábbi diagram mutatja:
| Lakosok száma | 499  | 458  | 472  | 478  | 478  | 447  | 440  | 444  | 445  | 420  |
|               | 2001 | 2004 | 2007 | 2009 | 2012 | 2014 | 2017 | 2019 | 2022 | 2024 |